# Ethniki Odos 85
Die Ethniki Odos 85 (griechisch Εθνική Οδός 85 ‚Nationalstraße 85‘) ist eine Straßenverbindung in Griechenland. Sie verbindet Rafina mit Keratea an der EO 89.

## Verlauf
Die Straße zweigt von der Ethniki Odos 54 in Rafina (Ραφήνα) ab und führt nach Süden über Artemida und weiter in Richtung Markopoulo Mesogeas (Μαρκόπουλο Μεσογαίας), biegt aber kurz vor dem Ort scharf nach Osten ab und erreicht bei Porto Rafti (Πόρτο Ράφτη) wieder die Küste, der sie bis Agia Marina folgt, und setzt sich durch Panorama in Richtung Keratea fort. An dessen Ortsanfang trifft sie auf die nach Lavrio (Λαύριο) führende, autobahnähnlich ausgebaute Ethniki Odos 89 und endet an dieser.